# بني حسن (ريمة)
بني حسن هي إحدى قرى مديرية كسمة بمحافظة ريمة اليمنية، بلغ تعداد سكانها 4816 نسمة حسب إحصاء اليمن لعام 2004.